# Lestes virgatus
Lestes virgatus là một loài chuồn chuồn kim thuộc họ Lestidae.
Loài này có ở Angola, Botswana, Ethiopia, Kenya, Malawi, Mozambique, Nigeria, Nam Phi, Tanzania, Uganda, Zambia, Zimbabwe, và có thể cả Burundi. Môi trường sống tự nhiên của chúng là rừng khô nhiệt đới hoặc cận nhiệt đới, rừng ẩm vùng đất thấp nhiệt đới hoặc cận nhiệt đới, vùng cây bụi khô khu vực nhiệt đới hoặc cận nhiệt đới, vùng cây bụi ẩm khu vực nhiệt đới hoặc cận nhiệt đới, sông có nước theo mùa, đất ngập nước với cây bụi là chủ yếu, đầm lầy, đầm nước ngọt, và đầm nước ngọt có nước theo mùa.